# O Rebu (2014)
O Rebu é uma telenovela brasileira produzida e exibida pela TV Globo de 14 de julho a 12 de setembro de 2014, em 36 capítulos. Foi a 4ª "novela das onze" exibida pela emissora.
Reboot da telenovela homônima de 1974 de Bráulio Pedroso, foi escrita por George Moura e Sergio Goldenberg com colaboração de Charles Peixoto, Flávio Araújo, Lucas Paraizo e Mariana Mesquita. Contou com direção de Paulo Silvestrini, Luisa Lima e Walter Carvalho e direção geral e de núcleo de José Luiz Villamarim.
Contou com as participações de Patricia Pillar, Sophie Charlotte, Daniel de Oliveira, Tony Ramos, Marcos Palmeira, Dira Paes, José de Abreu e Cássia Kiss Magro.

## Enredo
Um corpo é encontrado na piscina da mansão de uma das empresárias mais ricas do país, durante uma festa. Na nova versão de O Rebu, a vítima encontrada na piscina é Bruno Ferraz. Diferentemente da primeira versão da novela – quando assassino e vítima eram os grandes mistérios da trama –, a identidade do corpo foi apresentada no primeiro capítulo. Imediatamente, perguntas ficam no ar. Foi acidente? Suicídio? Assassinato? Algum convidado ou funcionário da casa está ligado à morte? A trama de O Rebu se desenvolve num clima de mistério, luxo e poder. Inspirada na novela original homônima de Bráulio Pedroso, exibida em 1974, a história se passa em apenas 24 horas e é narrada, simultaneamente, em três diferentes tempos: festa, onde se dão encontros e desencontros amorosos e jogos de interesses em torno de um grande negócio; o dia seguinte, quando acontece a investigação policial em torno da morte; e flashbacks com os principais personagens que poderiam ter motivações para estar envolvidos na morte da vítima.
O Rebu se passa nos dias atuais, no Rio de Janeiro. A história começa quando a empreiteira Angela Mahler abre as portas da sua mansão, localizada na Serra do Sossego, para uma festa que reúne negócios e interesses familiares. O PIB brasileiro e a alta sociedade estão presentes. No centro das atenções, além da anfitriã Angela e do seu parceiro de negócios, o também empreiteiro Carlos Braga, está a jovem Duda, a “filha de coração” de Angela. O evento é para celebrar o lançamento de um grande projeto de exploração de petróleo, numa nova parceria das empresas de Angela Mahler e Carlos Braga. Apesar de sócios nos negócios, os dois escondem, com falsa cordialidade, graves divergências pessoais e profissionais.
Na festa, iguarias preparadas por um renomado chef de cozinha e servidas em louças exclusivas ajudam a compor o refinado ambiente. Na pista de dança, um famoso DJ não deixa ninguém ficar parado. Tudo parece perfeito e a festa promete até a chegada de Bruno Ferraz, um ambicioso profissional de TI. Bruno, que já havia trabalhado para a empresa de Braga, pediu demissão por causa de uma ótima proposta financeira feita por Angela. Na nova empreitada, na Mahler Engenharia, Bruno se envolve com a protegida da empresária, Duda, que se apaixona perdidamente pelo rapaz. Angela logo desaprova o namoro.
Bruno acumula outras conquistas na empresa ao ter um affair com a advogada Gilda, casada com o também advogado Bernardo Rezende, que trabalha para Braga. Ao trafegar pelas informações das empresas dos empreiteiros, Bruno influencia muito a vida de ambos. Cada um, à sua maneira e intensidade, se envolve com o rapaz de forma definitiva.
Com a descoberta do corpo durante a festa, todos passam a ser suspeitos da morte. Desde Oswaldo, um jornalista bipolar que tem uma crise durante o evento, a Kiko, o esperto namorado da rica viúva Vic Garcez, passando pelo penetra Alain e seu affair na festa, a fogosa Maria Angélica. Sem deixar de lado, claro, a promoter Roberta Camargo, responsável pela disputada lista de convidados, com quem Bruno teve um turbulento conflito no passado.
E ainda muitos outros suspeitos, entre eles Braga e Bernardo, que tiveram seus interesses contrariados pelo morto, e os funcionários que fazem parte do staff do evento, sobretudo no buffet contratado para a festa, formado por um grupo de ex-presidiários comandados pelo chef Pierre. Todos são interrogados na investigação policial comandada pelo delegado Nuno Pedroso, sempre acompanhado da sua fiel assistente Rosa, com quem já teve um envolvimento pessoal. Atrás de pistas para desvendar a morte misteriosa, Rosa está atenta ao comportamento de vários convidados, que desfilam explicitamente nas redes sociais, com postagens e comentários reveladores de uma noitada regada a muita bebida, desejo e conspirações.

### Final
No final da trama, o delegado Pedroso descobre que Duda pegou um troféu e quebrou na cabeça de Bruno, colocando-o vivo no freezer e conta a Angela o ocorrido, que vai ao salão da piscina e diminui a temperatura do freezer, fazendo com que Bruno morra por hipotermia. Após um dia com Maria Angélica, Alain deixa uma carta para a moça falando que o amor dura para sempre; rouba uma moto e foge, deixando-a muito magoada com a despedida. Vic Garcez fica com Zé Maria e despreza Kiko. Camila e Oswaldo terminam juntos. Bernardo e Gilda se reconciliam. Além desse desfecho, há outros como Carlos Braga preso. O delegado Pedroso reata o namoro com Rosa; Duda é presa no lugar de Angela. A novela termina com a cena de Angela morta, depois de ser baleada no peito por Severino, que foi pago por Braga para cometer o crime. Severino também matou Pierre, depois de descobrir que este é um matador de aluguel.

## Elenco
| Intérprete           | Personagem                  |
| -------------------- | --------------------------- |
| Patricia Pillar      | Angela Mahler               |
| Sophie Charlotte     | Maria Eduarda Mahler (Duda) |
| Daniel de Oliveira   | Bruno Ferraz                |
| Marcos Palmeira      | Delegado Pedroso            |
| Dira Paes            | Rosa Nolasco                |
| Tony Ramos           | Carlos Braga Vidigal        |
| Cássia Kis Magro     | Gilda Rezende               |
| José de Abreu        | Bernardo Rezende            |
| Bel Kowarick         | Lídia Vidigal               |
| Jesuíta Barbosa      | Alain                       |
| Mariana Lima         | Roberta Camargo             |
| Júlio Andrade        | Oswaldo Pamplona            |
| Maria Flor           | Camila Pamplona             |
| Camila Morgado       | Maria Angélica Garcez       |
| Vera Holtz           | Vic Garcez                  |
| Laura Neiva          | Betina Rosenberg            |
| Guilherme Prates     | Jonas                       |
| Bianca Muller        | Mirna                       |
| Jean Pierre Noher    | Pierre Bonnet               |
| Michel Noher         | Antônio Gonzalez            |
| Pablo Sanábio        | Francisco Pereira (Kiko)    |
| Vinícius de Oliveira | Edu                         |
| Eucir de Souza       | Brandão                     |
| Cláudio Jaborandy    | Severino                    |
| César Ferrario       | Adão                        |
| Val Perré            | Zé Maria                    |
| Anna Cotrim          | Lourdes                     |
| Antônio Fábio        | Nilo                        |
| Elea Mercúrio        | Ludmila                     |
| Rodrigo Rangel       | Canetti                     |
| Nikolas Antunes      | Fininho                     |
| Olívia Torres        | Valentina Rezende           |
| Luciana Brittes      | Ana Paula                   |
| Miguel Arraes        | Michel Rezende              |
| Nicola Lama          | Stefano Giorgio             |
| Hossen Minussi       | Alfredo Matos               |
| Anna Tokiko          | Magda                       |
| Marcelo Torreão      | Antenor                     |
| Nando Brandão        | HD                          |
| Bernadete Araújo     | Júlia Pedroso               |
| Cyria Coentro        | Marineide                   |
| Deto Montenegro      | Major Fred                  |
| Dyego Menezes        | João Pedroso                |
| Rodrigo Pavon        | Gabriel                     |

## Produção
Antes do início da novela, falou-se que a trama teria um casal homossexual, fato esse desmentido pelo autor, George Moura. Contou com locações na Argentina, mais especificamente o Palácio Sans Souci, em Buenos Aires. Segundo Tony Ramos, um dos protagonistas, a novela é gravada com a tecnologia 4K. Assim como na versão original, os personagens usarão a mesma roupa em todos os capítulos. As redes sociais também colaboram na investigação da morte. Inicialmente, Marco Pigossi faria o papel de Bruno Ferraz e Débora Falabella interpretaria Duda, porém o ator foi remanejado para Boogie Oogie, e a atriz foi escalada para Dupla Identidade, os personagem ficaram a cargo de Daniel de Oliveira e Sophie Charlotte. Se na versão original o protagonista era um homem (Ziembinski), na releitura o papel cabe a uma mulher (Patricia Pillar). Segundo o autor, "a ideia de ter uma mulher como protagonista surgiu em um dos esforços de dar contemporaneidade temática à novela. Hoje, as mulheres, mais do que nunca, estão no poder. Essa troca vai se espelhando em outros personagens". A TV Globo lançou um aplicativo em que os telespectadores tentam encontrar o assassino da trama.

## Críticas
Em sua análise do primeiro capítulo da novela, Luciana Coelho, do jornal Folha de S. Paulo, escreveu: "[O Rebu] pode ser um banquete para fãs de séries americanas dispostos a reconsiderar a dramaturgia nacional (...) Para garantir o ritmo e o interesse do espectador mais exigente, é preciso ainda melhorar diálogos, cortar o excesso de cenas e, principalmente, apurar personagens. Mas o caminho vislumbrado na estreia é promissor."
Nilson Xavier, do UOL, escreveu: "O Rebu é uma confusão. Mas das mais sofisticadas (...) Essa nova versão é outra novela, em que se aproveitou apenas a ideia central da trama de Bráulio Pedroso. Os personagens são diferentes, suas motivações para ir à festa – e também para cometer o assassinato – são outros. A maior prova do distanciamento entre a trama da década de 1970 e a atual é a revelação da identidade do morto, que já aconteceu no primeiro capítulo, enquanto que, em 1974, o público ficava sabendo quem morreu apenas quase na metade da história (...) Muito luxo e sofisticação em cenários, figurinos e direção de arte – como pede o roteiro (...) Pelo que se viu nessa estreia, esse rebuliço tem tudo para agradar".
Raphael Scire, do Notícias da TV, em sua crítica, escreveu: "(...) O público pode criar grandes expectativas (...) Em meio a uma safra bem fraca de produções de teledramaturgia na televisão brasileira, 'O Rebu' chega com a promessa de ser a salvação da lavoura. E que os capítulos restantes consigam manter a eletricidade do primeiro."

## Audiência
| Horário             | # Eps. | Estreia             | Estreia           | Final                  | Final           | Posição | Temporada | Classificação geral |
| Horário             | # Eps. | Data                | Primeiro capítulo | Data                   | Último capítulo | Posição | Temporada | Classificação geral |
| ------------------- | ------ | ------------------- | ----------------- | ---------------------- | --------------- | ------- | --------- | ------------------- |
| Segunda—Sexta 23:15 | 36     | 14 de julho de 2014 | 24                | 12 de setembro de 2014 | 15              | #1      | 2014      | 15                  |

O primeiro capítulo registrou 24.4 pontos, com picos de 33, de acordo com dados consolidados. Seu último capítulo registrou 15 pontos em São Paulo e 13 no Rio de Janeiro. Encerrou-se com média geral de 15 pontos, a mesma que sua antecessora, Saramandaia. Em Portugal, a novela estreou alcançado a liderança no horário, com 9,3% de rating e 28,7% de share. Cerca de 903 mil telespectadores acompanharam o início da história, que se centra num assassinato, que ocorre na mansão da milionária Ângela Mahler (Patrícia Pillar).

## Exibição

### Exibição Internacional
| País                 | Canal         | Título local         | Estreia                 | Final                  | Horário semanal     | Hora   | Ref    |
| -------------------- | ------------- | -------------------- | ----------------------- | ---------------------- | ------------------- | ------ | ------ |
| Brasil               | TV Globo      | O Rebu               | 14 de julho de 2014     | 12 de setembro de 2014 | Seg, Ter, Qui e Sex | 23:151 | —      |
| Portugal             | SIC           | O Rebu               | 28 de julho de 2014     | 19 de setembro de 2014 | Segunda a Sexta     | 23:55  | [ 81 ] |
| Uruguai              | Teledoce      | La Fiesta            | 8 de junho de 2015      | 9 de julho de 2015     | Segunda a Quinta    | 21:30  | [ 82 ] |
| Costa Rica           | Teletica      | La Fiesta            | 9 de dezembro de 2015   | 5 de janeiro de 2016   | Segunda a Sexta     | 00:30  | [ 83 ] |
| Honduras             | VTV           | La Fiesta            | 22 de fevereiro de 2016 | 18 de março de 2016    | Segunda a Sexta     | 22:00  | [ 84 ] |
| República Dominicana | Antena Latina | La Fiesta            | 4 de abril de 2016      | 29 de abril de 2016    | Segunda a Sexta     | 22:00  | [ 85 ] |
| Paraguai             | Paravisión    | La Fiesta            | 30 de maio de 2016      | 24 de junho de 2016    | Segunda a Sexta     | 23:55  | [ 86 ] |
| Coreia do Sul        | TeleNovela    | 더 파티, 수영장 살인 | 20 de maio de 2017      | 22 de julho de 2017    | Sábado              | 03:002 | —      |
| Peru                 | ATV           | La Fiesta            |                         |                        |                     |        | [ 87 ] |
| Itália               | Rai 2         | La Fiesta            |                         |                        |                     |        | [ 88 ] |
| Nicarágua            |               | La Fiesta            |                         |                        |                     |        | [ 89 ] |
| Guatemala            |               | La Fiesta            |                         |                        |                     |        | [ 89 ] |

↑1  Exibida às segundas-feiras, mais cedo, às 22:30, em capítulos de 20 minutos de duração.
↑2  Exibida em capítulos duplos.

### Outras Mídias
Em julho de 2015, foi lançada pela Loja Globo em DVD.
Em 22 de janeiro de 2024, foi disponibilizada pelo Globoplay como parte do Projeto Originalidade, com a atualização para o formato de exibição original; com o formato de imagem restaurado em Full HD, além de aberturas, vinhetas de intervalo e encerramento originais.

## Trilha sonora

### Nacional
Trilha não lançada comercialmente. Relação das músicas que constam no site da novela.
| N.º | Título                                 | Música                      | Tema | Duração |  |
| 1.  | "Amor, meu grande amor"                | Angela Ro Ro                |      |         |  |
| 2.  | "Atrás da Porta"                       | Elis Regina                 |      |         |  |
| 3.  | "Banditismo por uma questão de classe" | Chico Science & Nação Zumbi |      | 03:59   |  |
| 4.  | "Bem que se quis (E po' che fa')"      | Marisa Monte                |      |         |  |
| 5.  | "Cais"                                 | Milton Nascimento           |      |         |  |
| 6.  | "Eu te amo"                            | Chico Buarque               |      |         |  |
| 7.  | "Mãe"                                  | Gal Costa                   |      |         |  |
| 8.  | "Magrelinha"                           | Luiz Melodia                |      |         |  |
| 9.  | "Paula e Bebeto"                       | Milton Nascimento           |      |         |  |
| 10. | "Sua Estupidez"                        | Roberto Carlos              |      |         |  |
| 11. | "Amante Amado"                         | Jorge Ben Jor               |      |         |  |
| 12. | "Francisco"                            | Milton Nascimento           |      |         |  |
| 13. | "Monólogo Ao Pé Do Ouvido Classe"      | Chico Science & Nação Zumbi |      |         |  |
| 14. | "Tapa Na Cara"                         | Waldick Soriano             |      |         |  |
| 15. | "Tatuagem"                             | Elis Regina                 |      |         |  |
| 16. | "Zumbi"                                | Jorge Ben Jor               |      |         |  |

### Internacional 1
Trilha não lançada comercialmente. Relação das músicas que constam no site da novela.
| N.º | Título                          | Música           | Tema | Duração |  |
| 1.  | "Bizarre Love Triangle"         | New Order        |      |         |  |
| 2.  | "Feelings"                      | Caetano Veloso   |      |         |  |
| 3.  | "Paris"                         | Jay-Jay Johanson |      |         |  |
| 4.  | "The Way You Look Tonight"      | Gloria Estefan   |      |         |  |
| 5.  | "Why Won't They Talk to Me?"    | Tame Impala      |      |         |  |
| 6.  | "Boys Don't Cry"                | The Cure         |      |         |  |
| 7.  | "I Found You"                   | Alabama Shakes   |      |         |  |
| 8.  | "I'm Feeling Good"              | Nina Simone      |      |         |  |
| 9.  | "Let's Get it On"               | Marvin Gaye      |      |         |  |
| 10. | "Tears Dry on Their Own"        | Amy Winehouse    |      |         |  |
| 11. | "Don’t Let me be Misunderstood" | Dan Torres       |      |         |  |
| 12. | "Michelangelo Antonioni"        | Caetano Veloso   |      |         |  |
| 13. | "Ne Me Quitte Pas"              | Maysa            |      |         |  |

### Internacional 2
Trilha sonora internacional lançada pelo iTunes.
| N.º | Título                          | Música                         | Duração |  |
| 1.  | "Adore (instrumental)"          | Brad Hatfield Orchestra        | 02:37   |  |
| 2.  | "After Hours (instrumental)"    | Edgard Jaude Project           | 02:50   |  |
| 3.  | "All Along"                     | Jeff Meegan                    | 03:14   |  |
| 4.  | "All I Am"                      | Sophia                         | 03:11   |  |
| 5.  | "Allumer (Instrumental)"        | Toni Pinto                     | 03:44   |  |
| 6.  | "Ask Why"                       | Gravel Pit                     | 03:05   |  |
| 7.  | "Betray (Jaude Remix)"          | Edgard Jaude                   | 03:40   |  |
| 8.  | "Bossa Baboian"                 | John Baboian                   | 02:17   |  |
| 9.  | "Bossa Trio (instrumental)"     | Bossa Trio                     | 03:38   |  |
| 10. | "Boston Bossa (instrumental)"   | Brad Hatfield                  | 03:49   |  |
| 11. | "Cai O Sol"                     | Teresa Inês                    | 04:41   |  |
| 12. | "Come On Over (instrumental)"   | Bobbi Tammaro                  | 03:05   |  |
| 13. | "The Day I Lost My Lover"       | Maria De Angelis               | 05:59   |  |
| 14. | "Divine"                        | Michael Kisur                  | 04:01   |  |
| 15. | "Don´t Do Me Any Favours"       | Pat Hodges                     | 03:55   |  |
| 16. | "Far Apart"                     | Larry May                      | 03:30   |  |
| 17. | "Fear Of Making Sense"          | Fear Of Making Sense           | 04:02   |  |
| 18. | "For Saken Lands (remix)"       | Teradox                        | 04:31   |  |
| 19. | "Get The Good Stuff"            | Scarbrough & Benner            | 03:55   |  |
| 20. | "I Say Hush"                    | Jeff Meegan                    | 03:20   |  |
| 21. | "I´m Swinging The Blues Away"   | Brad Hatfield Trio             | 03:10   |  |
| 22. | "It Was Last Night"             | Gaye Tolan Hatfield            | 03:39   |  |
| 23. | "L´air Du Jardin"               | Maria De Angelis               | 03:32   |  |
| 24. | "Life´s A Party"                | Greco Heist                    | 03:04   |  |
| 25. | "Moonrise Saving My Life"       | Yongen                         | 04:49   |  |
| 26. | "Nous Vivons"                   | Toni Pinto                     | 03:39   |  |
| 27. | "Palomino"                      | Curtain Society                | 03:31   |  |
| 28. | "The Party´s On"                | Piece Of Funk                  | 04:25   |  |
| 29. | "She´s So Real"                 | She´s So Real                  | 02:40   |  |
| 30. | "Standart Swing (instrumental)" | Brad Hatfield                  | 03:17   |  |
| 31. | "Strut"                         | Errol Windham & Gerry Williams | 02:28   |  |
| 32. | "Tango 2 Rio (instrumental)"    | Brad Hatfield                  | 03:06   |  |
| 33. | "House Street"                  | Ron Wasserman                  | 03:06   |  |
| 34. | "Ron Wasserman"                 | Aleesha                        | 03:08   |  |

## Prêmios e indicações
| Ano  | Prêmio                    | Categoria                         | Indicação                        | Resultado | Ref.            |
| ---- | ------------------------- | --------------------------------- | -------------------------------- | --------- | --------------- |
| 2014 | Prêmio Extra de Televisão | Melhor Novela                     | George Moura e Sergio Goldenberg | Indicado  | [ 96 ]          |
| 2014 | Prêmio Extra de Televisão | Melhor Atriz Coadjuvante          | Cássia Kiss Magro                | Indicado  | [ 96 ]          |
| 2014 | Prêmio Extra de Televisão | Melhor Figurino                   | O Rebu                           | Indicado  | [ 96 ]          |
| 2014 | Troféu APCA               | Dramaturgia                       | George Moura e Sergio Goldenberg | Indicado  | [ 97 ] [ 98 ]   |
| 2014 | Troféu APCA               | Melhor Ator                       | Tony Ramos                       | Indicado  | [ 97 ] [ 98 ]   |
| 2014 | Troféu APCA               | Melhor Ator                       | Jesuíta Barbosa                  | Indicado  | [ 97 ] [ 98 ]   |
| 2014 | Troféu APCA               | Melhor Atriz                      | Patrícia Pillar                  | Indicado  | [ 97 ] [ 98 ]   |
| 2014 | Troféu APCA               | Melhor Atriz                      | Cássia Kis Magro                 | Venceu    | [ 97 ] [ 98 ]   |
| 2014 | Troféu APCA               | Melhor Direção                    | José Luiz Villamarim             | Venceu    | [ 97 ] [ 98 ]   |
| 2014 | Melhores do Ano           | Melhor Ator Revelação             | Jesuíta Barbosa                  | Indicado  | [ 99 ]          |
| 2014 | Prêmio F5                 | Novela do Ano                     | George Moura e Sérgio Goldenberg | Indicado  | [ 100 ]         |
| 2014 | Prêmio F5                 | Ator do Ano (novela)              | Tony Ramos                       | Indicado  | [ 101 ]         |
| 2014 | Prêmio F5                 | Atriz do Ano (novela)             | Patricia Pillar                  | Indicado  | [ 102 ]         |
| 2014 | Prêmio F5                 | Atriz do Ano (novela)             | Sophie Charlotte                 | Indicado  | [ 102 ]         |
| 2014 | Prêmio F5                 | Atriz Coadjuvante do Ano (novela) | Cássia Kis Magro                 | Venceu    | [ 103 ] [ 104 ] |
| 2014 | Prêmio F5                 | Revelação do Ano                  | Jesuíta Barbosa                  | Indicado  | [ 105 ]         |
| 2014 | Drops Magazine            | Ator (série)                      | Tony Ramos                       | Venceu    | [ 106 ]         |
| 2014 | Drops Magazine            | Atriz (série)                     | Sophie Charlotte                 | Venceu    | [ 106 ]         |
| 2014 | Drops Magazine            | Revelação (série)                 | Jesuíta Barbosa                  | Venceu    | [ 106 ]         |
| 2014 | Prêmio Quem de Televisão  | Melhor Ator                       | Tony Ramos                       | Indicado  | [ 107 ]         |
| 2014 | Prêmio Quem de Televisão  | Melhor Atriz                      | Sophie Charlotte                 | Indicado  | [ 107 ]         |
| 2014 | Prêmio Quem de Televisão  | Melhor Atriz                      | Patrícia Pillar                  | Indicado  | [ 107 ]         |
| 2014 | Prêmio Quem de Televisão  | Melhor Ator Coadjuvante           | Júlio Andrade                    | Indicado  | [ 107 ]         |
| 2014 | Prêmio Quem de Televisão  | Melhor Atriz Coadjuvante          | Camila Morgado                   | Indicado  | [ 107 ]         |
| 2014 | Prêmio Quem de Televisão  | Melhor Atriz Coadjuvante          | Cássia Kis Magro                 | Indicado  | [ 107 ]         |
| 2014 | Prêmio Quem de Televisão  | Melhor Atriz Coadjuvante          | Vera Holtz                       | Indicado  | [ 107 ]         |
| 2014 | Prêmio Quem de Televisão  | Melhor Revelação                  | Jesuíta Barbosa                  | Indicado  | [ 107 ]         |
| 2014 | Prêmio Quem de Televisão  | Melhor Autor                      | George Moura e Sergio Goldenberg | Indicado  | [ 107 ]         |
| 2014 | Retrospectiva UOL         | Melhor Novela                     | George Moura e Sérgio Goldenberg | Indicado  | [ 108 ]         |
| 2014 | Retrospectiva UOL         | Melhor Atriz                      | Cássia Kis Magro                 | Indicado  | [ 108 ]         |
| 2014 | Retrospectiva UOL         | Melhor Ator                       | Tony Ramos                       | Indicado  | [ 108 ]         |
| 2014 | Retrospectiva UOL         | Melhor Ator/Atriz Revelação       | Jesuíta Barbosa                  | Indicado  | [ 108 ]         |
| 2015 | Prêmio Contigo! de TV     | Melhor Novela                     | George Moura e Sérgio Gardemberg | Indicado  | [ 109 ] [ 110 ] |
| 2015 | Prêmio Contigo! de TV     | Melhor Autor de Novela            | George Moura e Sérgio Gardemberg | Indicado  | [ 109 ] [ 110 ] |
| 2015 | Prêmio Contigo! de TV     | Melhor Atriz de Novela            | Patricia Pillar                  | Indicado  | [ 109 ] [ 110 ] |
| 2015 | Prêmio Contigo! de TV     | Melhor Ator de Novela             | Daniel de Oliveira               | Indicado  | [ 109 ] [ 110 ] |
| 2015 | Prêmio Contigo! de TV     | Melhor Ator de Novela             | Tony Ramos                       | Indicado  | [ 109 ] [ 110 ] |
| 2015 | Prêmio Contigo! de TV     | Melhor Atriz Coadjuvante          | Camila Morgado                   | Indicada  | [ 109 ] [ 110 ] |
| 2015 | Prêmio Contigo! de TV     | Melhor Diretor de Novela          | José Luiz Villamarim             | Venceu    | [ 109 ] [ 110 ] |
| 2015 | Prêmio Contigo! de TV     | Revelação da TV                   | Bel Kowarick                     | Indicada  | [ 109 ] [ 110 ] |
| 2015 | Prêmio Contigo! de TV     | Revelação da TV                   | Bianca Muller                    | Indicada  | [ 109 ] [ 110 ] |